# HMS Ornö (M55)
HMS Ornö (M55) var en minsvepare av Hanö-klass i svenska flottan, sjösatt 1952. Det var det fartyg av Hanö-klassen som var längst i aktiv tjänst. Den blev omklassad till vedettbåt 1979. Fartyget tjänstgjorde bland annat som divisionschefsfartyg i kustflottans skoldivision till 1993. Den utrangerades först 1993. År 2005 låg båten i hamnen i Toulon/Bregaillon i Frankrike.

HMS Ornös vapen.